# Mostostal

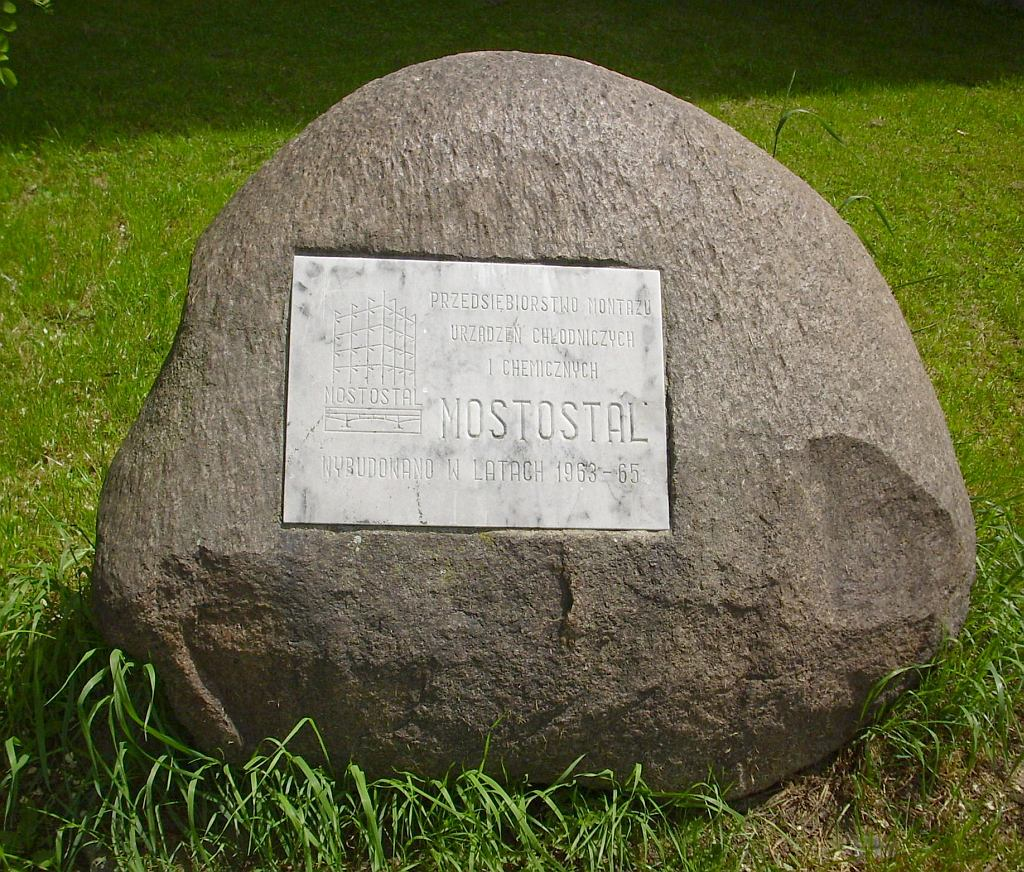
Ein Gedenkstein aus der Zeit der Mostostal-Vereinigung.

Mostostal war die Bezeichnung für eine Vereinigung von zahlreichen staatlichen Unternehmen in der Maschinenbau- und Industriebaubranche in der Zeit der Volksrepublik Polen.

## Geschichte
Im Jahr 1945 wurde ein staatliches Unternehmen unter dem Namen Przedsiębiorstwa Budowy Mostów i Konstrukcji Stalowych „Mostostal“ gegründet, das für den Wiederaufbau von zerstörten Brücken und Stahlkonstruktionen zuständig gewesen sein sollte. 1946 wurde der Unternehmenssitz von Krakau nach Zabrze verlegt. 1951 erfolgte die Umstrukturierung zu einem Zentralamt für Stahlkonstruktionen „Mostostal“ mit Sitz in Warschau und die Gründung unabhängiger Unternehmen mit der Bezeichnung Mostostal in Zabrze, Poznań, Piotrków Trybunalski und Warschau. 1958 wurde das Zentralamt in eine Vereinigung für Stahlkonstruktionen und Industrieanlagen Mostostal umgewandelt.
Im Auftrag von Präsident Bolesław Bierut vom 22. Juli 1949 wurde dem Unternehmen Mostostal der Orden des Banners der Arbeit 1. Klasse für herausragende Verdienste um die Nation und den Staat auf dem Gebiet des Bauwesens verliehen.
Anfang der 1990er Jahre wurden die einzelnen Unternehmen in der Vereinigung privatisiert.

## Unternehmen in der Vereinigung
- Mostostal Zabrze (Gründung 1945)
- Mostostal Kraków (Gründung 1951; seit 2002 Tochtergesellschaft in der Gruppe Budimex)
- Mostostal Piotrków Trybunalski (Gründung 1951; seit 1998 als Mostostal Kielce Tochtergesellschaft in der Gruppe Mostostal Warszawa)
- Mostostal Poznań (Gründung 1951; Insolvenz und Auflösung 2009)
- Mostostal Warszawa (Gründung 1951)
- Mostostal Wrocław (Gründung 1951)
- Mostostal Płock (Gründung 1963; seit 1998 Tochtergesellschaft in der Gruppe Mostostal Warszawa)
- Mostostal Puławy (Gründung 1964; bis 2014 Tochtergesellschaft in der Gruppe Mostostal Warszawa)
- Mostostal Słupca (Gründung 1970)
- Mostostal Siedlce (Gründung 1973; seit 1999 Tochtergesellschaft in der Gruppe Polimex Mostostal)
- Mostostal Chojnice (Gründung 1973; bis 2004 Tochtergesellschaft in der Gruppe Mostostal Zabrze; seit 2014 Tochtergesellschaft in der Gruppe Zamet S.A.)
- Mostostal-Export (Gründung 1981)